# Ivan Borkovský
Ivan Borkovský (eredeti nevén: Ivan Borkovszkij-Dunin; Csortovec, Galícia, 1897. szeptember 8. – Prága, 1976. március 17.) Csehországban dolgozó ukrán származású régész. A cseh középkoros régészet megteremtője.

## Élete
Halicsból származott, majd 1918-ban Prágába ment, ahol 1922-1929 között régészetet tanult. Előbb a kőkorszakkal, majd 1925 után a prágai várnak (előbb mint Karel Guth asszisztense, majd 1943-tól az ásatás vezetőjeként 1974-ig) és környékének feltárásával foglalkozott. Az 1940-es évek végén kezdett Levý Hradec-ben is ásatni (1947-1954), ahol a Szent Kelemen rotundát sikerült feltárnia.
1930-tól J. A. Jíra hanspaulkai gyűjteményének kezelője, melynek vizsgálata során sikerült az elsőként elkülönítenie a korai szláv ún. prágai típusú kerámiát. Jelentősen hozzájárult a középkori régészet módszertanának fejlesztéséhez is. Több jelentős felfedezés fűződik a nevéhez, például a Levý Hradec-i rotunda, a Szűz Mária templom feltárása a prágai várban (1952), a Szent-György bazilika ásatása stb.

## Főbb művei
- 1940 Staroslovanská keramika ve střední Evropě. Praha
- 1946 Hrob bojovíka z doby knížecí na Pražském hradě. Památky archeologické 42, 1939-46, 122-131.
- 1946 Keltská tvář z Čech. Obzor prehistorický 13, 16-22.
- 1947 Nález skleněného poháru s arabským nápisem na Pražském hradu. Historica slovaca 5, 1947, 145-152.
- 1949 O počátcích Pražského hradu a o nejstarším kostele v Praze. Praha
- 1953 Kostel Panny Marie na Pražském hradě. Pam. arch. 44, 129-200.
- 1953 Staročeský dvorec na Levém Hradci. Arch. roz. 5, 636-646.
- 1961 Hrobka Boleslava II. v basilice sv. Jiří na Pražském hradě. Pam. arch. 52, 532-543.
- 1965 Levý Hradec – nejstarší sídlo Přemyslovců. ed. Památníky naší minulosti. Praha
- 1969 Pražský hrad v době přemyslovských knížat. Památníky naší minulosti. Praha
- 1975 Svatojiřská bazilika a klášter na Pražském hradě. Praha